# Lou Dalfin
Lou Dalfin és un grup occità i italià de música que nasqué l'any 1982 a les Valadas Occitanas, fundat per Sergio Berardo, amb l'objectiu de ressuscitar la música occitana tradicional.
L'any 2015, el periodista Paolo Ferrari publicà Vita e miracoli dei contrabbandieri di musica occitana, una biografia des dels inicis del grup fins a l'actualitat.